# Stefan Hula (1947–2025)
Stefan Marian Hula, född 12 september 1947 i Szczyrk, Schlesiens vojvodskap, död 29 mars 2025 i Szczyrk, var en polsk utövare av nordisk kombination som vann brons i den individuella tävlingen vid världsmästerskapen i nordisk skidsport 1974. Han deltog i olympiska vinterspelen 1972 och 1976.
Stefan Hula var far till Stefan Hula Jr, OS-medaljör i backhoppning.